# Blacus setosus
Blacus setosus är en stekelart som beskrevs av Van Achterberg 1988. Blacus setosus ingår i släktet Blacus och familjen bracksteklar. Inga underarter finns listade.